# Kencharlahalli, Chintamani
Kencharlahalli là một làng thuộc tehsil Chintamani, huyện Chikkaballapur, bang Karnataka, Ấn Độ.